# Аристократ II
Аристократ II (на гръцки: Αριστοκράτης ο Αίχμιδος, Aristocrate) e последният цар на Орхомен в Аркадия през втората половина на 7 век пр.н.е. Той е син на Гикетас и внук на Аристократ I.
Той е последен цар, управлявал до 680 или 657 пр.н.е., царската власт била отменена.
Той е в съюз с Аристомен (цар на Месения) и Панталеон (военачалник от Пиза (Елис).
В битката при големия ров през третата година на втората Месенска война той командва войските на Аркадия против спартанците. Според Павзаний той е първият главнокомандващ в историята, който бил подкупен. Той получил подкуп и предал местоположението на Аристомен на спартанците и накарал да се отстъпи и месенците били разбити. Аркадийците го убили с камъни и не го погребали. След това те отменили царската власт и избили целия му род.
Това се случило през 668 или 657 пр.н.е.